# Чёрная книга из Чирка
Чёрная книга из Чи́рка (валл. Llyfr Du o'r Waun) — средневаллийская пергаментная рукопись, восходящая примерно к XIII веку и переписанная в Гвинеде, вероятно, в Арвоне. Сейчас рукопись хранится в Национальной библиотеке Уэльса и обозначается Peniarth 29.
В Чёрной книге содержится древнейший текст законов Хивела Доброго, в версии, известной как «Версия Книги Йорверта». Кроме того, в рукописи есть несколько стихотворений, в частности, стихотворение на смерть (валл. marwnad) Лливелина ап Грифида, известного также как Лливелин Последний (валл. Llywelyn Ein Lliw Olaf) и убитого в 1282 году, и собрание валлийских пословиц. В книге есть также датированные 1608 годом пометки валлийского антиквара сэр Томаса Уилиэмса. Своим названием книга обязана тому, что в начале XVII века принадлежала Джону Эдвардзу из Чирка (валл. Y Waun, небольшой город на востоке Уэльса, у самой границы с Англией).
Чёрная книга замечательна своими орфографическими особенностями, которые заставляли некоторых учёных (например, Моргана Уоткина) полагать, будто её писцы были из англо-норманской среды и не очень хорошо владели валлийским или, во всяком случае, не владели в должной мере валлийской писцовой традицией. Сейчас получило распространение предложенное Полом Расселом мнение, что особенности орфографии Чёрной книги связаны скорее с тем, что она восходит к древневаллийскому протографу и сохраняет консервативные писцовые установления.

### Текст
- J. Gwenogvryn Evans (ed.), The Chirk Codex. Facsimile of the Chirk Codex of the Welsh Laws (факсимильное издание) (Llanbedrog, 1909).

### Исследования
- Russell, Paul. Scribal (in)competence in thirteenth-century north Wales: The orthography of the Black Book of Chirk (Peniarth ms. 29). Cylchgrawn Llyfrgell Genedlaethol Cymru 29 (1995): 129-76.
- Watkin, Morgan. The Black Book of Chirk and the Orthographia Gallica Anglicana: The chronology of the Black Book of Chirk on the basis of its Old French graphical phenomena. Cylchgrawn Llyfrgell Genedlaethol Cymru 14 (1966): 351-60.